# Solsticio (canción)
«Solsticio» es el primer sencillo del álbum Zero de la banda chilena Rekiem y junto a Traga es la canción más exitosa a nivel comercial de la banda.

## Vídeo musical
El Videoclip fue grabado a principios de abril en el embalse "El Yeso", el vídeo ha tenido una alta rotación en MTV, llegando al número 5 en los "10 + pedidos rock", y 6 en los "10 + pedidos metal".
- Datos: Q6131838